# Liste der Kulturdenkmäler in Charlottenberg
In der Liste der Kulturdenkmäler in Charlottenberg sind alle Kulturdenkmäler der rheinland-pfälzischen Ortsgemeinde Charlottenberg aufgeführt. Grundlage ist die Denkmalliste des Landes Rheinland-Pfalz (Stand: 8. Dezember 2023).

## Einzeldenkmäler
| Bezeichnung | Lage                                     | Baujahr | Beschreibung             | Bild                           |
| ----------- | ---------------------------------------- | ------- | ------------------------ | ------------------------------ |
| Denkmal     | Ortsstraße, Ecke Holzappeler Straße Lage | 1899    | Obelisk, bezeichnet 1899 | weitere Bilder Fotos hochladen |